# Okay Pessoal!!!
Okay Pessoal!!! foi um programa de variedades brasileiro que foi produzido e originalmente exibido pelo SBT entre os dias 28 de abril de 2014 e 9 de setembro de 2016 - substituído pelo programa Operação Mesquita, exibido no mesmo horário desde Março de 2017 com a apresentação de Mesquita - nas madrugadas de segunda a sexta-feira após o Jornal do SBT, contando com a apresentação de Otávio Mesquita. O nome do programa é uma referência ao bordão de Otávio Mesquita.

## Antecedentes
Em 12 de fevereiro de 2014, Otávio Mesquita assinou com o SBT, emissora onde foi contratado pela primeira vez em 1989 e apresentou os programas Perfil, Tempo de Alegria, Fantasia e Programa Livre e do quadro Bom Dia Legal, no Domingo Legal. O apresentador deixou a emissora em 2000 e se mudou para a RedeTV!, onde esteve no Perfil 2000, reportagens para o TV Fama e apresentou o Superpop. Posteriormente, foi para a Rede Bandeirantes e apresentou A Noite É uma Criança, Zero Bala, Popcorn TV e Claquete. A Band rescindiu seu contrato após a grade do canal sofrer uma reformulação, válido até março de 2014, tendo Mesquita deixado a emissora em novembro de 2013. Substituía o Tele Seriados, que era exibido somente aos sábados e finais de semana até seu encerramento em 2016.

## Produção
O apresentador define seu novo programa no SBT como uma "revista eletrônica do final de noite". O novo programa contará com o retorno da drag queen Tábata, interpretada pelo próprio apresentador. "Ela será a 'ombudsgay' e fará comentários sobre toda programação do SBT. Está na moda gay na TV, nas novelas", além de comentar tudo que acontece no mundo das celebridades.
O conceito visual do programa foi inspirado na arte urbana, e três projetores fizeram o video mapping no estúdio, onde Otávio, usando um tablet mostrava o conteúdo do programa, como imagens das redes sociais. Um painel, pintado pelo muralista Eduardo Kobra fazia parte do cenário, que contava com uma plateia de universitários ou com foco temático. Fora da emissora, o apresentador andava com um tuk-tuk, um modelo de riquixá, carro com uma cabine, comum no sul e no sudeste da Ásia, em que estava sempre a bordo e buscava semanalmente uma grande celebridade para ser seu copiloto, bater um papo e levá-la a uma situação inusitada. Um drone, veículo aéreo não tripulado, guiado por controle remoto, foi o mascote nas reportagens fora e dentro dos estúdios do SBT. O programa trazia ainda as participações de Bárbara Koboldt (com reportagens sobre os mais variados temas), Carla Cecarello (falando sobre sexo), Junior Nannetti (falando sobre tecnologia), Alexandre Taleb (falando sobre moda), os Irmãos Piologo e Tati Pilão (falando sobre  life style). Originalmente a repórter seria Vanessa Hadi, mas após ter sido baleada no pé durante uma tentativa de assaltado, em São Paulo, teve que ser substituída por Koboldt.
Em dezembro de 2014 foi noticiado que o programa deixaria de ser produzido pelo SBT. Otávio Mesquita passou a produzir parte do programa fora do SBT. Somente a apresentação continuaria a ser gravada dentro da emissora. A produtora Digital 21, de Raul Dória, ficou responsável por todos outros setores da produção do programa. Em 2016 todos os setores do programa passaram a ser produzidos na empresa do próprio apresentador, na Mesquita Marketing e Mídia. Os cenários passaram a ser as ruas de São Paulo.

## Exibição
Previsto inicialmente para estrear em 31 de março de 2014. Em 8 de abril de 2014, o site do SBT divulgou a chamada do programa. Okay Pessoal!!! foi exibido pela primeira vez em 28 de abril de 2014, após o Jornal do SBT. Em 9 de setembro de 2016, foi ao ar a sua última edição inédita. Em reunião realizada na segunda-feira seguinte, foi decidido que Otávio Mesquita iria se dedicar inteiramente em seu novo programa semanal, exibido aos sábados, fazendo com que a produção do Okay Pessoal!!! fosse finalizada. No mesmo dia, o programa foi substituído por mais uma reapresentação do Jornal do SBT, assim passando a ter quatro exibições seguidas.

### Reprise para Região Nordeste
Em 2014, o SBT introduziu uma edição regionalizada com os melhores momentos do programa Okay Pessoal!!!, destinada exclusivamente para os estados da Região Nordeste, que não seguiam o horário brasileiro de verão. O programa era exibido como "tapa buraco" entre a novela Rebelde e o Programa do Ratinho para compensar a diferença de uma hora em relação ao horário de Brasília no restante da programação da emissora. 

## Recepção
Na estreia, o programa não foi bem recebido pela crítica do público em relação ao apresentador e também por ter substituído as séries que eram exibidas no horário (que passaram a entrar depois do programa) além do bloco Tele Seriados. Mesmo assim, manteve a audiência que os seriados marcavam, ocupando a vice-liderança no horário. O programa chega algumas vezes ao primeiro lugar no IBOPE. No geral, ocupa a vice-liderança isolada no horário.

### Controvérsia
Em dezembro de 2014, Otávio Mesquita gravou o programa em um carro antigo percorrendo as ruas de São Paulo. Enquanto dirigia o apresentador cometeu várias infrações do Código de Trânsito Brasileiro. Através da assessoria de imprensa do SBT, Mesquita respondeu uma das infrações, sobre o veículo estacionado em local irregular: "O carro é de 1970 e o radiador esquentou, por isso precisei parar no local, tinha que esperar o automóvel esfriar".